# Green Belt Movement
La Green Belt Movement è un'organizzazione non governativa creata dalla biologa e attivista keniota Wangari Maathai nel 1977 e formata da donne provenienti da aree rurali.
Le donne coinvolte vennero incoraggiate dalla stessa biologa a piantare alberi di origine indigene, alberi da frutto e piccoli arbusti. A partire dalla fondazione, l'organizzazione ha piantato e favorito la crescita di più di 45 milioni di alberi.
Il movimento è stato d'ispirazione al movimento Plant for the Planet.
Nei primi decenni della sua esistenza, il movimento ha condotto campagne di piantagione di alberi per l'imboschimento al fine di contrastare la deforestazione e quindi l'erosione del suolo in Kenya e garantire la disponibilità di legno, la principale fonte di energia per cucinare. Inoltre, lo sviluppo di un approccio ecologico alla natura è al centro delle attività. Dal 1977, THE GBM ha piantato oltre 30 milioni di alberi e formato oltre 30.000 donne nella silvicoltura, nell'apicoltura, nella trasformazione alimentare e in altre opzioni di sicurezza del reddito. Maathai ha anche stabilito nel movimento l'impegno per l'emancipazione delle donne nella società, l'ecoturismo e lo sviluppo economico. Per il suo lavoro nel movimento Green Belt, è stata insignita del Premio Nobel per la Pace nel 2004.